# Reevesia tomentosa
Reevesia tomentosa är en malvaväxtart som beskrevs av Li. Reevesia tomentosa ingår i släktet Reevesia och familjen malvaväxter. Inga underarter finns listade i Catalogue of Life.